# Namhansanseong
Namhansanseong (hangul: 남한산성; hanja: 南漢山城; što znači "Utvrda Južne Han planine") je povijesna rezervna prijestolnica dinastije Joseon (1392. – 1910.) na planini Namhansan („Južni Han”), na 480 m nadmorske visine, 25 km jugoistočno od Seula. Namhansanseong su izgradili i izvorno branili budistički redovnici-vojnici. Mogao je primiti oko 4.000 ljudi koji su obavljali važne upravne i vojne dužnosti. Njezini najstariji ostaci datiraju iz 7. stoljeća, ali je nekoliko puta obnovljen, osobito u ranom 17. stoljeću u očekivanju napada iz kinesko-mandžurijske Qing dinastije. Grad utjelovljuje sintezu obrambenih vojnih inženjerijskih koncepata svog razdoblja, na temelju kineskih i japanskih utjecaja i promjene u umjetnosti pravljenja utvrda nakon uvođenja oružja koja koriste barut sa Zapada. Grad je oduvijek bio naseljen, a tijekom dugog razdoblja je bio glavnim gradom pokrajine, te sadrži dokaze raznih vojnih, civilnih i vjerskih objekata, i postao je simbol korejskog suvereniteta. Zbog toga je Namhansanseong 2014. god. upisan na UNESCO-ov popis mjesta svjetske baštine u Aziji.

## Povijest
Predaja povezuje mjesto Namhansanseong s Onjom, osnivačem Baekje države. Kraljevstvo Sila je 672. godine osnovalo utvrdu Jujangseong (hanja: 昼 长城) na zapadnom rubu Namhansana kako bi se zaštitilo od napada iz T'ang Kine. Kasnije je tvrđava preimenovana Iljangseong (Hanja: 日 长城). Goryeo kraljevi su koristili utvrdu kao obrambenu postaju Gwangjuja, glavnog grada pokrajine. 
Većina utvrde koja postoji i danas datira iz razdoblja dinastije Joseon. Izgradnja Seojangdae je planirana početkom 1624. god. kada su Mandžurci zaprijetili dinastiji Ming u Kini. Kralj Injo od Joseona se sklonio u tvrđavu u nesretnom pokušaju da prkosi vlasti mandžurijskom Qing Carstvu cara Hong Taijia, nakon prve invazije Koreje 1627. god. Godine 1636., tijekom druge mandžurijske invazije Koreje, pobjegao je sa svojim dvorom i 13.800 vojnika u Namhansanseong. Ovdje su ih je štitila vojska tjelohranitelja od 3000 borbenih monaha. Mandžurci nisu mogli da se utvrde zbog oluja, ali nakon 45 dana opsade opskrba utvrde hranom je prestala i kralj je bio prisiljen na predaju, dajući svoje sinove kao taoce. Samjeondo spomenik (hanja: 三田渡碑) je podignuta na južnoj ruti od Seoula do Namhansanseonga kako bi obilježio ovaj događaj. 
Nakon što su se Mandžurci povukli, Namhanseong je ostao netaknut sve do vladavine kralja Sukjonga, koji ga je uvećao i dodao Pongamseong na sjeveroistočnom kutu utvrde 1686. god. Drugi aneks, Hanbongseong, izgrađen je uz hrbat istočno od utvrde 1693. god. Nadalje se gradilo u vrijeme vladavine kralja Yeongjoa (1724. – 1776.), dok parapeti od sive opeke datiraju iz 1778., za vrijeme vladavine kralja Jeongjoa. Od tada je utvrda bila napuštena i polako se raspadala do 1954. god. kada je proglašena nacionalnim parkom i dobrim dijelom obnovljena. 

## Odlike
Utvrda je nekada imala devet hramova, kao i razna komandna mjesta i osmatračke tornjeve. Danas je obnovljeno jedno zapovjedno mjesto, Seojangdae (西 将 台) i jedan hram, Changgyeongsa, te vrata na sjeveru, jugu i istoku utvrde. Postoje i drugi noviji hramovi na putu do južnog ulaza i zidina utvrde.
Seojangdae je mjesto gdje je Injo boravio za mandžurijske opsade 1636. god. Drugi kat zgrade je izgrađen 1751., a nakon toga je paviljon dobio još jedno ime, Mumangnu (无 忘 楼), što znači „nezaboravljeni toranj”. To se ime očito odnosi na nezaboravnu sramotu predaje Mandžurcima. Svetište Chonggyedang datira iz istog razdoblja, a izgrađeno je u čast Yia, koji je nepravedno pogubljen zbog svoje odgovornosti u izgradnji južnog dijela Namhansanseonga. 
Brojna povijesno manje važna mjesta su Sungnyeoljeon (崇 烈 殿, podignut 1638.) i Chimgwajeong, povezan s drevnim Baekje vladarom Onjom. Nedaleko od zapadnog zida nalazio se Songsu spomenik (颂 寿 塔), toranj s metalnim feniksom na vrhu, podignut 1955. god. u spomen na 80. rođendan predsjednika Syngmana Rheea. Kad je Rheeova vlada srušena 1960. god. tijekom Studentske revolucije, spomenik je uništen.

## Vanjske poveznice
- Službeni vodič utvrde  Arhivirana inačica izvorne stranice od 18. lipnja 2011. (Wayback Machine) (engl.)